# Герб Спасска-Рязанского
Исторический герб города Спасска  (с 1929 года Спасск-Рязанский) — административного центра Спасского района Рязанской области Российской Федерации.
Герб в Государственный геральдический регистр РФ не внесён.

## Описание герба, его символики и история герба
Исторический герб Спасска был Высочайше утверждён 29 мая (9 июня) 1779 года императрицей Екатериной II вместе с другими гербами городов Рязанского наместничества (ПСЗРИ, 1779, Закон № 14884).. В приложении к Закону № 14884 «Рисунки гербов Рязанского наместничества» указана более ранняя дата Высочайшего утверждения герба — 29 марта (9 апреля) 1779 года. Вероятнее всего, ранняя дата — ошибка, которая появилась в приложении «Полного собрания законов Российской империи» в 1843 году при составлении специального тома с литографированными изображениями всех городских и губернских гербов.
Подлинное описание герба Спасска гласило:

«В 1-й части щита, в золотом поле, часть герба Рязанского: „серебряной мечъ и ножны, положенные на крестъ, надъ ними зеленая шапка, какова на Князѣ въ Намѣстническомъ гербѣ“.

Во 2-й части щита въ красномъ полѣ Черный Крестъ».
По предположению краеведов, на выбор креста в качестве символа города повлияло монастырское прошлое города.
До 1764 года селом владел Спасо-Преображенский Зарецкий монастырь (с 1651 года приписан к Саввино-Сторожевскому монастырю) и основой для эмблемы города послужило его имя, созвучное имени Христа (Спаса), символ которого — крест, знак его распятия и славы. Второй особенностью исторического герба Спасска краеведы считают, намеренное нарушение основного правила геральдики (Правило тинктур), запрещающее наложение финифтей (эмалей) друг на друга, в данном случае чёрный крест размещён на красном поле, связано с местоположением Спасска в самом центре древних рязанских земель, напротив городища Старой Рязани. Документального подтверждения данных версий нет.
Герб Спасска был составлен в Герольдмейстерской конторе под руководством герольдмейстера статского советника А. А. Волкова.

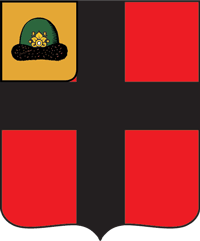
Герб Спасского района (1998 год)

В 1796 году Спасский уезд был упразднён. Вновь образован в 1802 году в составе Рязанской губернии.
В 1862 году, в период геральдической реформы Кёне, был разработан проект нового герба уездного города Спасска Рязанской губернии (официально не утверждён):
«Червлёный щит обременён золотым крестом. В вольной части герб Рязанской губернии. Щит увенчан серебряной стенчатой короной и положен на два положенных накрест золотых молота, соединёнными Александровской лентой».
В 1929 году Спасский уезд был упразднен. Город получил название Спасск-Рязанский. В советский период исторический герб Спасск-Рязанского в официальных документах не использовался.
28 мая 1998 года был утверждён герб Спасского района Рязанской области, составленный художником Михаилом Шелковенко. Герб района имел следующее описание: «В червленом (красном) поле — чёрный крест, в правый верхний угол которого вписана золотая вольная часть со скругленным углом обремененная старинной зеленой княжеской шапкой с черной собольей опушкой и золотым украшением („городком“), на котором красный самоцветный камень».
Решение о принятии нового герба или восстановления исторического герба Спасска в качестве официального символа города Спасск-Рязанского и Спасск-Рязанского городского поселения не принималось.

## Курьёзы герба на марках Земской почты
- На марках Спасск-Рязанской земской почты герб уездного города изображался достаточно вольно. Так, например, на марке (около 1883 года) герб изображался под императорской короной, меч и ножны из рязанского герба в верхней половине щита поменялись местами, а крест в нижнем поле стал значительно меньше и уже не достигал до краёв щита.